# Сухой Бычок
Сухой Бычок — река на территории Украины, правый приток реки Бык (бассейн Днепра). Протекает на востоке Днепропетровской области. Длина 28 км. Площадь водосборного бассейна 274 км². Уклон 1,3 м/км. Долина трапециевидная, шириной до 2 км, глубиной до 50 м. Русло шириной 5 м. Питание снеговое и дождевое. Замерзает в начале декабря (в отдельные зимы промерзает), вскрывается в марте. Используется частично для сельскохозяйственного водоснабжения.
Источники реки расположены в Донецкой области возле сёл Зоряное, Завидо-Борзенка и Новокриворожье. Впадает в реку Бык возле села Самарское. Протекает по территории Межевского, Петропавловского районов Днепропетровской области.

## Населённые пункты на реке
Над рекой расположены сёла Марьянка, Новохорошевское, Малая Покровка, Полтавское, Зелёный Гай, Новосёловка, Украинское и Самарское (перечислены от истока к устью).
Село Марьянка находится на правом берегу реки, ниже по течению на расстоянии в 4 км расположено село Новохорошевское, на противоположном берегу — село Полтавское (Межевский район). Река в этом месте пересыхает, на ней сделано несколько запруд.
Село Новохорошевское находится на правом берегу реки. Ниже по течению примыкает посёлок Украинское.
Река в этом месте пересыхает, на ней сделано несколько запруд.
Село Малая Покровка находится у истоков реки, ниже по течению на расстоянии в 2 км расположено село Полтавское.
Село Полтавское находится в 1-м км от левого берега реки, ниже по течению на расстоянии в 5,5 км расположено село Зелёный Гай, на противоположном берегу — село Марьянка.
Село Зелёный Гай находится на правом берегу реки, ниже по течению на расстоянии в 0,5 км расположено село Новосёловка, на противоположном берегу — посёлок Украинское.